# Todhunter Grain
Der Todhunter Grain ist ein Wasserlauf in den Scottish Borders, Schottland. Er entsteht südlich des Tinnis Hill und fließt in östlicher Richtung bis zu seiner Mündung in den Tinnis Burn nördlich des Weilers Whisgills.